# Herman Alexander Röell

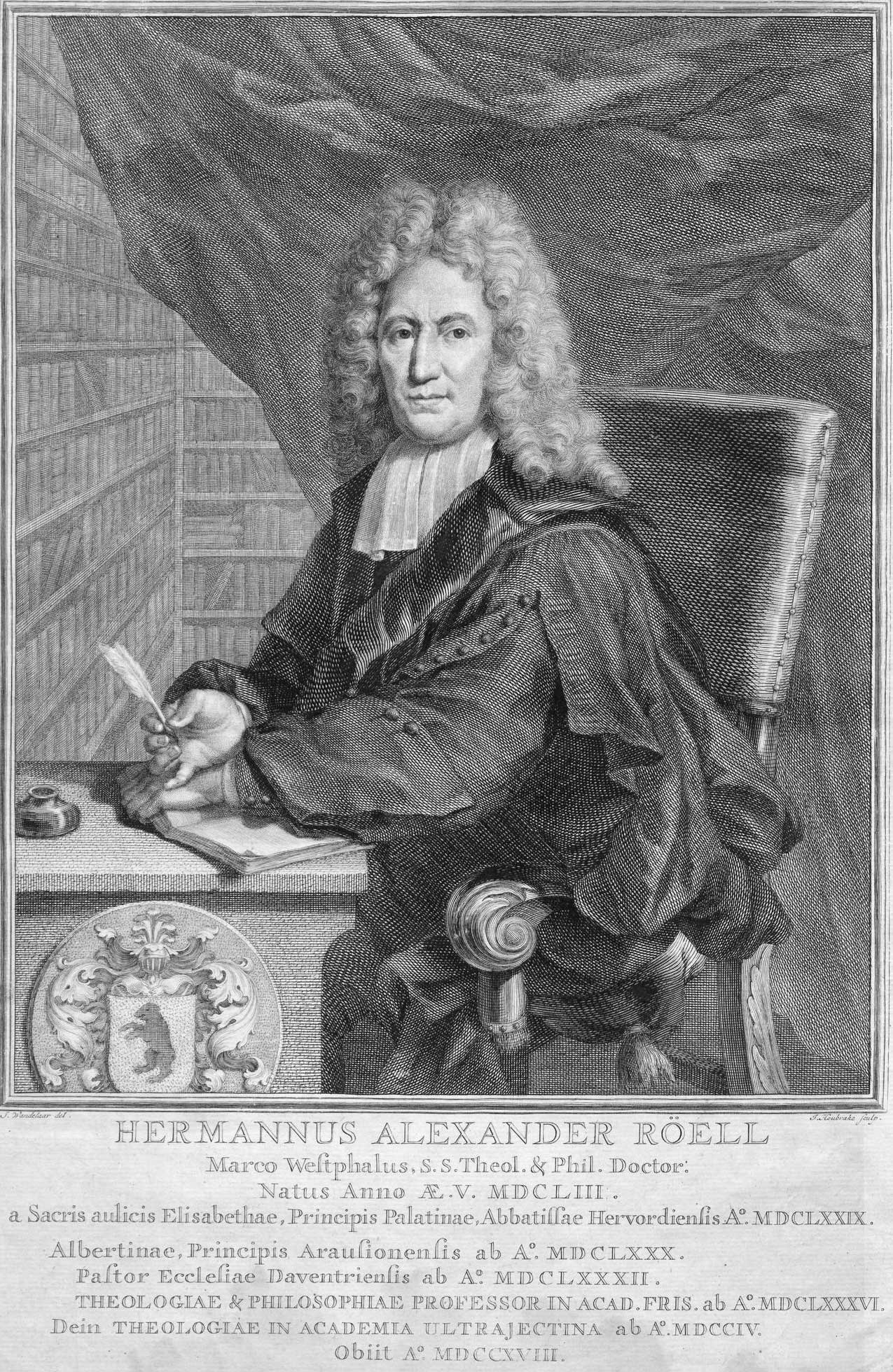
Herman Alexander Röell

Herman Alexander Röell (Unna, 1653 – Amsterdam, 12 juli 1718) was een Duits-Nederlandse protestantse theoloog. Hij streefde ernaar om de godsdienst vanuit de rede te benaderen.

## Leven en werk
Röell was de jongste zoon van de Westfaalse legerofficier Johann von Röell (†1656). Tussen 1670 en 1679  studeerde hij in Utrecht, Groningen, Zürich en Heidelberg. In 1679 werd hij hofpredikant van prinses Elisabeth van de Palts. Na haar dood werd hij beroepen door de prinses-douarière Albertine Agnes te Leeuwarden.
In 1686 werd hij hoogleraar theologie en filosofie in Franeker, waar hij zich vestigde op Klein Botnia. In 1704 kreeg hij een leerstoel in Utrecht, waar hij tot aan zijn dood doceerde. Hij was een volgeling van René Descartes en stelde kerkelijke dogma's die hij in strijd achtte met de rede ter discussie. Hij werd daarom fel bestreden van orthodox gereformeerde zijde. Zijn leer werd soms aangeduid als het Röellisme.  Na een heftig conflict met Campegius Vitringa kreeg Röell een spreekverbod opgelegd door de Staten van Friesland.
Hij trouwde op 14 oktober 1687 in Amsterdam met Cornelia Bailli (1666-1737). Zij kregen 9 kinderen, onder wie Willem Röell (1700-1775). Met Herman Alexander begint het Nederlandse geslacht Röell, dat diverse hoogleraren, staatslieden en hoge officieren heeft voortgebracht.